# Greg Jones
Greg Jones (Mosman, 31 de Janeiro de 1989) é um tenista profissional australiano. Em 2010 alcançou seu melhor ranking na ATP (197).

## Conquistas

### Simples
| Legenda (Simples)      |
| Grand Slam (0)         |
| Tennis Masters Cup (0) |
| ATP Masters Series (0) |
| ATP Tour (0)           |
| Challengers (0)        |
| Futures (2)            |

| N. | Data | Torneio     | Piso   | Oponente na final | Placar     |
| 1. | 2008 | Orange Park | Saibro | Clint Thomson     | 6-4 6-2    |
| 2. | 2009 | Ipswich     | Saibro | Jose Statham      | 7-5 7-6(6) |